# Jørgen Glud
Jørgen Glud (født 13. april 1913 i Aarhus, død 2003) var en dansk billedkunstner og keramiker bosat i Ry. 
Glud har udsmykket adskillige offentlige bygninger med sine farverige keramiske vægdekorationer, herunder på Hotel Marselis i Aarhus, Ry Højskole, Aarhus Universitet, Hotel Nyborg Strand og Skejby Sygehus. 
I 2001 viste Kunstcentret Silkeborg Bad udstillingen “Jeg maler hvad jeg ser. Jørgen Glud” med et stort udvalg af Gluds oliemalerier, akvareller og keramiske værker. 

## Baggrund
Jørgen Glud havde sin opvækst i Hornslet på Djursland i 1913, hvor han boede med sine forældre de første ti år af sit liv. I 1923 flyttede familien til Aarhus, hvor faderen etablerede sig som højesteretssagfører. Han voksede op som enebarn i det store Skansepalæ på Strandvejen.
Skolegangen foregik på Aarhus Katedralskole, hvor han brugte det meste af tiden på at tegne i skolebøgerne. Som 15-årig forlod han skolen for at arbejde i landbruget, men efter fire år forlod han markerne og tog i stedet til København, hvor han uddannede sig som tegner på Kunsthåndværkerskolen. De følgende tre år var han ansat som reklametegner på Gutenberghus, men han blev efterhånden træt af at tegne reklamer for industriprodukter.
I 1937 stoppede han som reklametegner til fordel for at cykle rundt i Europa, hvor han oplevede mange af de store moderne malere som Marc Chagall, Henri Matisse og Georges Rouault. Inspirationen fra disse ses tydeligt i hans værker.

## Kunstnerisk virke
Jørgen Glud debuterede i 1937 med en udstilling på Clausens Kunsthandel i København.